# Simulium adamsoni
Simulium adamsoni es una especie de insecto del género Simulium, familia Simuliidae, orden Diptera.
Fue descrita científicamente por Edwards en 1932.